# Katherine Bailess
Katherine Bailess (Vicksburg, 24 aprile 1980) è un'attrice statunitense.

## Biografia
Katherine Bailess ottiene il suo primo ruolo importante nel 2004 recitando nel film Ragazze nel pallone - La rivincita. Nel 2005 interpreterà la parte di Erica Marsh nella seconda stagione della serie televisiva One Tree Hill. Reciterà nel 2010 una parte nel film Elle - L'ultima Cenerentola.

## Filmografia

### Cinema
- From Justin to Kelly, regia di Robert Iscove (2003)
- Ragazze nel pallone - La rivincita (Bring It On: Again), regia di Damon Santostefano (2004)
- Sea of Fear, regia di Andrew Schuth (2006)
- Intrighi di potere, regia di Dave Fraunces (2010)
- Elle - L'ultima Cenerentola (Elle: A Modern Cinderella Tale), regia di John Dunson e Sean Dunson (2010)
- Stone Markers, regia di Tony Canonico e Dale Fabrigar (2012)
- 2 Dead 2 Kill, regia di Neil Kinsella e Michael J. Hach (2013)
- A Very Sordid Wedding, regia di Del Shores (2017)

### Televisione
- Una mamma per amica (Gilmore Girls) - serie TV, episodi 5x06-5x07 (2004)
- One Tree Hill - serie TV, 6 episodi (2005)
- NCIS - Unità anticrimine (NCIS: Naval Criminal Investigative Service) – serie TV, episodio 4x09 (2006)
- The Loop - serie TV, episodi 2x08-2x09 (2007)
- Sordid Lives: The Series - serie TV, episodi 1x02-1x09-1x12 (2008)
- Class with Chadwick Chubb - film TV, regia di Chad McCord (2012)
- Hit the Floor - serie TV, 41 episodi (2013-2018)
- Anger Management - serie TV, episodio 2x68 (2014)
- TMI Hollywood - serie TV, episodio 6x29 (2016)
- Bones - serie TV, episodio 11x11 (2016)
- Another Blackout - serie TV, episodi 1x01-1x02 (2016-2017)
- Finché morte non ci separi (He Loved Them All), regia di Jake Helgren – film TV (2018)
- The Naughty List - film TV, regia di Jake Helgren (2019)
- Solve: The Podcast – serie TV, episodio 1x09 (2020)

### Cortometraggi
- The Bootlegger, regia di Bo Price (2001)
- Macedo: Caught, regia di Jason Perlman (2012)
- Prick, regia di Ryan Nelson (2012)

## Doppiatrici italiane
Nelle versioni in italiano delle opere in cui ha recitato, Katherine Bailess è stata doppiata da:
- Francesca Manicone in One Tree Hill
- Federica De Bortoli in Una mamma per amica
- Emanuela D'Amico in Bones
- Emanuela Damasio in Finché morte non ci separi